# 玉野市立宇野中学校
玉野市立宇野中学校（たまのしりつ うのちゅうがっこう）は、岡山県玉野市築港2-27-1にある公立中学校。
周辺には玉野高校や築港小学校が立地している。

## 沿革
- 1947年（昭和22年）4月1日、岡山県玉野市立第一中学校設立認可。
- 1947年（昭和22年）5月1日、開校式挙行。
- 1948年（昭和23年）4月1日、玉野市築港5989の1　三井造船木工場を改築、移転。
- 1950年（昭和25年）4月1日、岡山県玉野市立宇野中学校と改称　校章制定。
- 1954年（昭和29年）7月1日、校歌制定。

## 関係する小学校
- 玉野市立宇野小学校
- 玉野市立築港小学校
- 玉野市立田井小学校

## 最寄駅
- JR宇野線:宇野駅

## 通学区域が隣接している学校
- 玉野市立玉中学校
- 玉野市立荘内中学校
- 玉野市立八浜中学校
- 玉野市立山田中学校
- （香川県）直島町立直島中学校 （井島内で隣接。）